# سیارک ۲۳۱۹۲
سیارک ۲۳۱۹۲ (به انگلیسی: 23192 Caysvesterby، نامگذاری:2000QN122) بیست و سه هزار و صد و نود و دومین سیارک کشف شده‌است که در ۲۵ اوت ۲۰۰۰ کشف شد.
قدر مطلق سیارک برابر ۱۸.۶ است.